# 釜石警察署
釜石警察署（かまいしけいさつしょ）は、岩手県警察が管轄する16ある警察署の一つである。
識別章所属表示はSM。

## 管轄区域
- 釜石市
- 上閉伊郡大槌町

## アクセス
- JR釜石線・三陸鉄道リアス線釜石駅から徒歩約30分 (2km)
- 岩手県交通釜石駅から「大橋行」または｢上大畑行｣に乗車。「釜石警察署前」停留所下車、徒歩約6分 (400m)

## 沿革
- 2011年（平成23年）3月11日：東北地方太平洋沖地震が発生。嬉石町二丁目5番1号にあった当署の本庁舎と併設の沿岸運転免許試験場が大津波で被災した。施設が使用不能となったため、震災直後は中妻交番に本庁舎機能を移転する。6月6日に岩井町の新日本製鐵釜石製鐵所（現・北日本製鉄所釜石地区）敷地内の倉庫に移転。後に八雲町の旧釜石市立釜石第二中学校校庭に仮の本庁舎を建設し、（沿岸運転免許試験場と共に）12月19日に移転した。
- 2019年（令和元年）7月16日：当署の本庁舎と併設の沿岸運転免許試験場が中妻町の昭和園グランドの跡地に新築された新庁舎に移転する[1]。

## 組織
- 署長
- 副署長
- 警務課
  - 警務係
  - 警察安全相談係
  - 被害者支援係
  - 留置管理係
- 会計課
  - 会計係
- 生活安全課
  - 生活安全係
- 地域課
  - 地域企画指導係
  - 自動車警ら班
- 刑事部
  - 刑事第一係
  - 刑事第二係
  - 鑑識係
- 交通課
  - 交通企画係
  - 交通捜査係
  - 免許・試験係
- 警備課
  - 警備係

## 交番・駐在所
括弧内は読み方及び所在地を表す。

### 釜石市
- 釜石駅前（かまいしえきまえ）交番（釜石市鈴子町1-13）
- 小佐野（こさの）交番（釜石市小佐野町4-1-44）
- 鵜住居（うのすまい）駐在所（釜石市鵜住居町第27地割7-8）
- 甲子（かっし）駐在所（釜石市甲子町第10地割3-1）
- 唐丹（とうに）駐在所（釜石市唐丹町字小白浜427-22）
- 橋野（はしの）駐在所（釜石市橋野町第35地割62-63）
- 平田（へいた）駐在所（釜石市大字平田第2地割77-13）

### 大槌町
- 大槌（おおつち）交番（上閉伊郡大槌町大槌第23地割24-1）
- 金沢（かねざわ）駐在所（上閉伊郡大槌町金沢第27地割56-2）
- 吉里吉里（きりきり）駐在所（上閉伊郡大槌町吉里吉里3-4-7）